# Orfeo (compañía discográfica uruguaya)
Orfeo fue el sello discográfico que contó con el catálogo más extenso de obras de artistas uruguayos.

## Historia
Su dueño era el grupo R. y R. Gioscia S.A., que además era propietario de una de las dos plantas uruguayas de producción industrial de casetes y del Palacio de la Música, la cual era la empresa más importante de venta de discos del país. El sello comenzó a funcionar en la década de 1960. En 1967 R. y R. Gioscia S.A. adquirió a Casa Praos y el catálogo del sello Tonal, integrado por unos 60 LP y varios EP, de los cuales reeditó unos pocos.
La actividad de Orfeo se extendió hasta mediados de la década de 1990, época en que Gioscia se retiró de la comercialización y producción de fonogramas, que se materializó en la venta de las sucursales del Palacio de la Música, las cuales fueron compradas por CD Warehouse, y la venta en 1997 de su catálogo de álbumes al sello inglés EMI. En 2003, el sello discográfico Bizarro Records logró un acuerdo con EMI para poder reeditar parte de esos fonogramas, y finalmente en el año 2007 adquirió el catálogo en forma definitiva.